# Hluhî, Stara Vîjivka
Hluhî (în ucraineană Глухи) este localitatea de reședință a comunei Hluhî din raionul Stara Vîjivka, regiunea Volînia, Ucraina.

## Demografie
Componența lingvistică a localității Hluhî
     Ucraineană (99,59%)
     Alte limbi (0,41%)
Conform recensământului din 2001, majoritatea populației localității Hluhî era vorbitoare de ucraineană (99,59%), existând în minoritate și vorbitori de alte limbi.